# Росоховатский, Игорь Маркович
И́горь Ма́ркович Росоховатский (27 августа 1929, Шпола, Черкасская область, УССР — 7 июня 2015, Киев, Украина) — советский  и украинский прозаик, поэт, писатель-фантаст.

## Биография
Окончил факультет русского  языка и литературы Киевского педагогического института им. А. М. Горького. Печатался с 1946 года. Научный журналист, работал в редакциях украинских газет («Юный ленинец» и др.), автор многих книг и свыше ста научно-популярных статей. В соавторстве с доктором физико-математических наук, учёным-кибернетиком, членом-корреспондентом АН СССР А. А. Стогнием им написаны научно-популярные книги «КД — кибернетический двойник» (1975) и «Двойник конструктора Васильченко» (1979), в которых имеются «вкрапления» фантастических рассказов автора. И. Росоховатский являлся главным редактором киевского журнала «Всемирная фантастика и детектив». Член Союза журналистов СССР и Союза писателей СССР (1982). Жил в Киеве.
Игорь Маркович Росоховатский являлся автором повести «И всё-таки это было» (1966), послужившей литературно-драматургической основой сценария легендарного советского сериала «Адъютант его превосходительства».
Умер 7 июня 2015 года.
Значительное место в его творчестве занимает тема «сигомов» (от слова «синтетикус гомункулюс») — искусственных сверхлюдей, сочетающих свойства живого человека и робота — и их влияния на человеческое общество.

## Экранизации
- Под созвездием Близнецов (1980), киностудия им. А. Довженко, режиссёр Борис Ивченко.